# Ettore Perrone di San Martino
Ettore Perrone, conte di San Martino (Torino, 12 gennaio 1789 – Novara, 29 marzo 1849), è stato un nobile, politico e generale italiano.
Durante l'occupazione francese del Piemonte prese parte alle campagne napoleoniche e nel 1814 venne nominato capo di battaglione del 24º fanteria.
Partecipò ai moti del 1820-1821; condannato a morte, trovò rifugio in Francia, dove fu accolto nell'esercito, raggiungendo il grado di generale.
Fu Presidente del Consiglio del Regno di Sardegna dall'11 ottobre al 16 dicembre 1848.
Nel 1848 ricevette l'invito dal governo provvisorio di Milano a prestare servizio nell'esercito lombardo. L'anno dopo, al comando della 3ª divisione di fanteria, trovò la morte nella battaglia di Novara.

## Biografia

### Infanzia
Discendente da un'importante famiglia comitale del Canavese residente a Torino, era figlio di Luigi (Carlo Francesco Giuseppe Luigi), nominato Conte dell'Impero francese il 13 agosto 1810, e di Paola Argentero di Bersezio, dama di palazzo di entrambe le imperatrici francesi.
Ebbe quattro sorelle ed era terzo di tre maschi: il maggiore Carlo, nato nel 1783, si arruolò nella marina napoleonica, dove fece carriera fino al grado di capitano di vascello; il secondo fratello, Vittorio, nato nel 1786, si arruolò in cavalleria e morì in una carica di cavalleria come comandante di squadrone nel reggimento provvisorio dei "Dragoni dell'Hannover" a Fère-Champenoise, nei pressi di Parigi, il 25 marzo 1814, quattordici giorni prima dell'abdicazione di Napoleone Bonaparte.

### Dal Piemonte alla Francia di Napoleone
Ettore Perrone lasciò quasi subito gli agi nobiliari, per arruolarsi a sedici anni come soldato semplice volontario, in fanteria, il 1º marzo 1806, nella “Lègion du Midì”, composta quasi interamente da piemontesi, elogiati da Napoleone medesimo. Di stanza all'isola atlantica di Aix, tra La Rochelle e Rochefort, vide dal vivo un furioso combattimento tra una fregata inglese e una francese, così vicino che si videro entrambi i comandanti cadere dopo le prime bordate: Ettore confidò al capitano Viarisio che quella era una morte degna di un soldato. Ottenuto il grado di sergente il 12 ottobre 1806, Napoleone lo inviò alla scuola militare di Saint Cyr, dalla quale uscì l'anno seguente con il grado di sottotenente nel 65º Reggimento di linea di fanteria, partecipando alle campagne di Polonia e d'Austria del 1807 e 1809. Alla battaglia di Wagram fu ferito al petto da un colpo di biscaglino e si guadagnò la stella di cavaliere della Legion d'onore (6 luglio 1809). Trasferito al 4º Reggimento Tiratori della Giovane Guardia imperiale come tenente (20 ottobre 1809), partecipò alla campagna di Spagna del 1810 e 1811.
Il 24 giugno 1811 entrò nel I° Granatieri della Vecchia Guardia come tenente in seconda; fu promosso sottoaiutante maggiore il 6 novembre 1811. Seppur infortunato, partì per la campagna di Russia del 1812 usando le stampelle. Promosso capitano il 28 febbraio 1813, si batté a Lützen e a Bautzen il 2 e il 20 maggio 1813; venne ferito da tre colpi di baionetta a Montmirail l'anno successivo, nel febbraio del 1814, e fu promosso ufficiale della Legion d'Onore.
Il 15 marzo Napoleone lo nominò comandante di battaglione del 24º Fanteria di Linea, ma gli Alleati ormai attaccavano da tutte le parti: il fratello Vittorio cadde dieci giorni dopo per la difesa della capitale. Con la prima caduta dell'Impero chiese il collocamento in disponibilità (15 agosto 1815); con il ritorno di Bonaparte venne nominato maggiore aiutante di campo del generale conte Gérard (marzo-giugno 1815). Con la definitiva caduta dell'Impero a Waterloo, si mise in aspettativa. Venne reintrodotto nell'esercito francese come comandante di battaglione nel 3º reggimento di fanteria de La Marche e ottenne la naturalizzazione francese l'11 dicembre 1816.

### Rientro in Piemonte e moti del 1821
Dimessosi dall'esercito francese il 16 maggio 1819, fece un viaggio in Inghilterra, per poi trasferirsi a Perosa Canavese (TO) e occuparsi di agricoltura nelle proprietà avite. Partecipò ai moti piemontesi del 1821 con alcuni nobili e militari piemontesi contro la monarchia sabauda della Restaurazione. Fu condannato in contumacia a morte per impiccagione, insieme al Principe della Cisterna e al Marchese di Priero, dopo la sconfitta delle truppe costituzionaliste a Borgo Vercelli, dopo che la polizia sabauda aveva trovato contro di lui prove schiaccianti: a Perosa il capitano Gabriele Barrucchi dei Reali Carabinieri di Ivrea aveva rinvenuto in casa sua un cifrario e delle lettere compromettenti; il 10 agosto vennero confiscati i beni e decretata la condanna a morte mediante impiccagione, anche se in contumacia, da eseguirsi in effigie il 14 dello stesso mese.

### Esilio in Francia
Riparato in Francia, Ettore Perrone prese in affitto una tenuta nel dipartimento della Loira e sviluppò con successo nuove tecniche agricole per i successivi nove anni, presto diventando un punto di riferimento per gli agricoltori del dipartimento. Riarruolatosi nell'esercito francese con il grado di maggiore e comandante di battaglione nel 5º Reggimento di Fanteria di Linea (31 agosto 1831), venne poco dopo trasferito e promosso tenente colonnello nello Stato Maggiore del maresciallo conte Gérard nel 54º Reggimento di Fanteria di Linea (6 settembre 1830). A Parigi scoppiò la rivoluzione del 1830, Carlo X e la famiglia abbandonarono Parigi. I deputati liberali, in maggioranza monarchici, presero le redini della rivoluzione popolare e conservarono la monarchia costituzionale al prezzo di un cambiamento di dinastia. La casa d'Orléans, ramo cadetto di quella di Borbone, succedette sul trono di Francia con Luigi Filippo, proclamato «re dei Francesi» e non più «re di Francia». Ettore seguì le campagne militari in difesa della Francia (Belgio, 1830) e il 5 marzo 1832 ottenne il grado di colonnello comandante del 27º Reggimento di Fanteria di Linea di stanza a Lione, poi ancora il grado di generale di brigata e commendatore della Legion d'Onore il 27 aprile 1834; infine si dimise nuovamente dai suoi incarichi nell'esercito francese nel 1838.
Fu di nuovo in servizio attivo nel 1839 come maresciallo di campo (12 agosto 1839) e comandante del dipartimento della Loira (7 novembre 1839), incarico che mantenne con successo per sei anni, per poi ottenere quello di comandante del dipartimento del Rodano (24 aprile 1845). In disponibilità dall'esercito nel 1848, si candidò al nascente parlamento francese nel marzo 1848 e ottenne 22.330 voti per un seggio all'Assemblea costituente (per ottenere il seggio ne sarebbero serviti 30.000). Andò in congedo su richiesta nel marzo 1848 dopo il proclama del 23 marzo 1848 di Carlo Alberto di Savoia, che lo infiammò come ai vecchi tempi, e lasciò la Francia. Scrisse al suo amico d'infanzia, il ministro Cesare Balbo, e offrì la sua spada. Ventisette anni d'esilio, una condanna a morte, la serena tranquillità che gli offriva la Francia, vennero cancellati in un istante.

### Secondo matrimonio
Ettore Perrone nel 1833 sposò, in seconde nozze, Louise de la Tour Maubourg, sorella di Jeanne, nipote – per linea materna - di Gilbert du Motier de La Fayette, ministro di Francia e amico e collaboratore di George Washington nella rivoluzione americana.

### Secondo rientro in Italia
Il Governo provvisorio di Milano gli diede l'incarico di luogotenente generale e ispettore della nascente Divisione Volontaria Lombarda nell'aprile 1848. La città di Ivrea lo invitò ad accettare la candidatura come primo deputato di Ivrea nel nascente Parlamento Subalpino di Torino (venne eletto con 201 voti su 209 votanti e 395 iscritti il 26 giugno 1848). Passò al grado di luogotenente generale in attività nell'esercito sardo il 1º luglio 1848 per la prima campagna della Prima guerra d'indipendenza (giugno-agosto 1848); i milanesi lo accusarono di aver portato al macello i lombardi sotto Mantova. Il governo di Torino gli affidò il Ministero degli Esteri (16 agosto - 12 ottobre 1848); fu poi nominato  presidente del Consiglio dei Ministri (12 ottobre - 16 dicembre 1848). Alla Camera gli attacchi feroci dell'opposizione lo vollero dimostrare cittadino ormai francese, e quindi non idoneo al governo, poiché si esprimeva pubblicamente in quella lingua e in piemontese privatamente. Escluso dalle nuove elezioni alla Camera, Carlo Alberto di Savoia lo nominò membro del "Congresso permanente consultivo della guerra" (6 gennaio 1849) e luogotenente generale comandante della 3ª divisione di fanteria del Regno di Sardegna, con 12.027 uomini e 16 pezzi d'artiglieria (16 marzo 1849), per la seconda campagna della Prima guerra d'indipendenza.

### Battaglia di Novara
Sul campo di battaglia, Ettore Perrone portò personalmente alla carica il 15º Fanteria a Vigevano, conquistando le posizioni austriache. A Novara si scontrò con le truppe austriache, consapevoli di aver appena vinto a Mortara: dopo cinque ore di tenuta delle posizioni, ricevuto l'ordine di ripiegamento, pensò di dover restare. Come ai tempi della vecchia guardia napoleonica, ordinò ad un manipolo di fucilieri il “quadrato alla bandiera”. Gli austriaci attaccarono in forza, mentre Ettore Perrone a cavallo incitava al fuoco. Una scarica di fucileria austriaca lo fece cadere da cavallo: una palla gli sfondò, senza perforarlo, l'osso frontale del cranio, comprimendogli il cervello, e nella caduta si slogò la spalla. Sempre cosciente, venne trasportato su un carretto a Novara, dove si trovava la seconda moglie.

### Morte
Ettore Perrone di San Martino agonizzerà per sei lunghi giorni, morendo alle 4 pomeridiane del 29 marzo 1849. I funerali solenni vennero celebrati a Ivrea in forma militare il 2 aprile 1849. L'Eco della Baltea Dora, il giornale di Ivrea dell'epoca, pubblicò i versi di commemorazione del generale a firma dell'avvocato Guido Giacosa, padre di Giuseppe e Piero.
La salma venne tumulata nella cattedrale di Ivrea, nella cripta sotto l'altar maggiore. Nei pochi mesi di vita rimasti a Carlo Alberto di Savoia in esilio in Portogallo, si narra che spesso esclamasse: “Invidiai la sorte di Perrone e Passalacqua, cercai la morte e non la trovai”. Nel 1880 venne eretto un monumento in suo onore nell'omonima piazza a Ivrea.

## Discendenza
Dal matrimonio tra il conte Ettore Perrone e Louise de la Tour Maubourg nacquero, tra gli altri:
- Roberto (1836-1900), tenente colonnello d'artiglieria, medaglia d'oro al valor militare alla battaglia di Custoza il 24 giugno 1866, due medaglie d'argento al V.M. (battaglia di San Martino, 1859 e assedio di Gaeta, 1861), due medaglie di bronzo al V.M. e una Menzione Onorevole all'assedio di Ancona del 1860, commendatore della Legion d'Onore francese
- Arturo (1839-1903), maggiore d'artiglieria e deputato al Parlamento per Savigliano nell'XI, XII, XIV, XVII e XVIII legislatura
- Fernando (1835-1864), segretario personale del ministro Cavour e poi ufficiale d'ordinanza del principe Eugenio di Savoia Carignano-Soissons, medaglia d'argento al V.M. (assedio di Gaeta, 1861) e primo presidente e fondatore del Club Alpino Italiano (1863)